# Gusano mental
El gusano mental es un ser extraterrestre ficticio del videojuego Sid Meier's Alpha Centauri lanzado en 1999 por la compañía Firaxis Games. Se trata de la principal forma de vida animal con la que se encuentran los seres humanos, al colonizar un planeta que orbita en torno a la estrella principal del sistema Alfa Centauri.
Los gusanos mentales son similares a los anélidos terrestres como la lombriz de tierra, aunque de tamaño ligeramente superior. Sin embargo, la principal diferencia con los anélidos terrestres es la tendencia a atacar a cualquier ser pensante por medio de ondas psi, conduciendo a las víctimas a estados de locura y terror, para posteriormente introducirse en su cabeza y devorar el cerebro. Uno solo de estos gusanos es mortal, pero lo habitual es encontrarlos en hervideros, o colmenas de muchos individuos.
Poco se sabe acerca del por qué de este comportamiento de los gusanos mentales, aunque se sospecha que es parte del sistema defensivo del planeta como consciencia colectiva.
Además de los gusanos mentales; existen sus equivalentes en el mar: la isla de la profundidad y en el aire: la langosta de Chirion, que al igual que los gusanos se reúnen en grandes poblaciones.